# Norbert Schmelzer
Wilhelm Klaus Norbert Schmelzer (ur. 22 marca 1921 w Rotterdamie, zm. 14 listopada 2008 w St. Ingbert) – polityk holenderski, minister spraw zagranicznych.

## Działalność polityczna
Był politykiem Katolickiej Partii Ludowej oraz CDA. W 1959 po raz pierwszy uzyskał mandat posła do Tweede Kamer i w niższej izbie Stanów Generalnych zasiadał od 20 marca 1959 do 19 maja 1959 i od 2 lipca 1963 do 11 maja 1971. Następnie do 6 lipca 1971 zasiadał w Eerste Kamer. W okresie od 6 lipca 1971 do 11 maja 1973 był ministrem spraw zagranicznych w rządzie Barenda Biesheuvela.